# Rock Against Bush
Rock Against Bush is een project uitgegeven op cd en dvd door het onafhankelijke platenlabel Fat Wreck Chords. Het is een protest van skatepunk- en poppunkbands tegen de presidentiële campagne van George W. Bush. Het is opgezet door Fat Mike (Michael Burkett) van de band NOFX, en tevens eigenaar van het platenlabel waar het onder is uitgegeven.
Het project inspireerde Australische punkbands om Rock Against Howard op te zetten.

## Albums
| Titel                     | Datum van uitgave |
| ------------------------- | ----------------- |
| Rock Against Bush, Vol. 1 | 20 april 2004     |
| Rock Against Bush, Vol. 2 | 10 augustus 2004  |

## Bands
- NOFX
- Alkaline Trio
- Descendents
- Flogging Molly
- Epoxies
- Rx Bandits
- The Offspring
- Rise Against
- Pennywise
- Anti-Flag
- The Lawrence Arms

- Dillinger Four
- Thought Riot
- Against Me!
- Ministry
- Green Day
- Sum 41
- The World/Inferno Friendship Society
- Autopilot Off
- No Doubt
- Useless ID